# Richard Cumberland (auteur dramatique)
Pour les articles homonymes, voir Richard Cumberland et Cumberland.

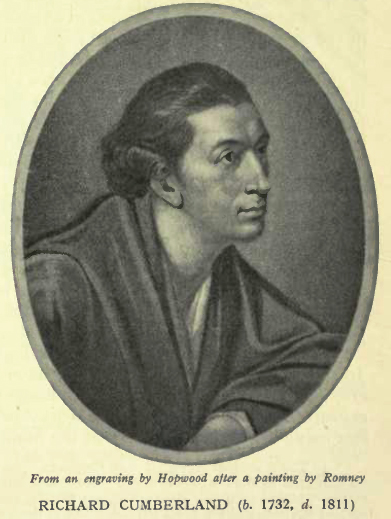
Richard Cumberland

Richard Cumberland (19 février 1732 - 7 mai 1811) est un auteur dramatique anglais, arrière-petit-fils du philosophe Richard Cumberland.

## Biographie
Il s'est fait connaître comme littérateur, et a donné de nombreuses pièces de théâtre, entre autres, les Frères (The Brothers, 1769) inspiré de Tom Jones, et l'Américain (The West-Indian, 1771), deux comédies qui eurent du succès. Il publia ses mémoires en 1806-1807.

## Source
Cet article comprend des extraits du Dictionnaire Bouillet. Il est possible de supprimer cette indication, si le texte reflète le savoir actuel sur ce thème, si les sources sont citées, s'il satisfait aux exigences linguistiques actuelles et s'il ne contient pas de propos qui vont à l'encontre des règles de neutralité de Wikipédia.